# الاحتلال الإسباني لوهران (1732)
استغرق الاحتلال الإسباني لوهران والمرسى الكبير من 15 يونيو إلى 2 يوليو 1732، بين مملكة اسبانيا ضد إيالة الجزائر. هزمت الحملة الإسبانية بقيادة دون خوسيه كاريلو دي ألبورنوز ودوق مونتيمار ودون فرانسيسكو خافيير كورنيخو قوات إيالة الجزائر تحت قيادة باي حسان، وغزت المدن المحصنة لوهران والمرسى الكبير، التي تديرها إيالة الجزائر من عام 1708، خلال حرب الخلافة الإسبانية، عندما وقعت كلتا المدينتين، التي تحكمها إسبانيا، في يدي داي الجزائر.

## خلفية
خلال حرب الخلافة الإسبانية، اتخذت المدن الأفريقية الاستراتيجية وهران والمرسى الكبير، التي كانت حتى ذلك الحين تحت السيطرة الإسبانية، من قبل داي الجزائر، والاستفادة من الوقت الصعب أن اسبانيا كانت تسير عبر. مع انتهاء الحرب، ومع عودة اسبانيا الجديدة باعتبارها واحدة من القوى الأوروبية الكبرى، الملك فيليب الخامس من اسبانيا، نظمت حملة لاستعادة المدن المفقودة. وقد تم تمويل الحملة جزئيا من الهجوم الناجح على جمهورية جنوة بقيادة الأدميرال دون بلاس دي ليزو الذي طالب فيه ليزو بدفع مبلغ مليوني بيزو ولإشادة العلم الاسباني، سوف يقصف المدينة. قبل الجينوفي أخيرا جميع شروط الأدميرال الإسباني. ومن بين مليوني بيزو، كان من المقرر تخصيص مليون ونصف للبعثة الجديدة.
كانت الشائعات بأن اسبانيا تستعد لبعثة أخرى، كانت مدعاة للقلق للإمبراطور تشارلز السادس، معتبرا أن إسبانيا، أرادت احتلال الأراضي الإيطالية التي يحتفظ بها النمساويون مرة أخرى. عندما تم الانتهاء من جميع الاستعدادات، بهدف تهدئة القوى الأوروبية الأخرى، أصدر فيليب الخامس مرسوما أعلن فيه عزمه على استعادة وهران.

## استعدادات الحملة

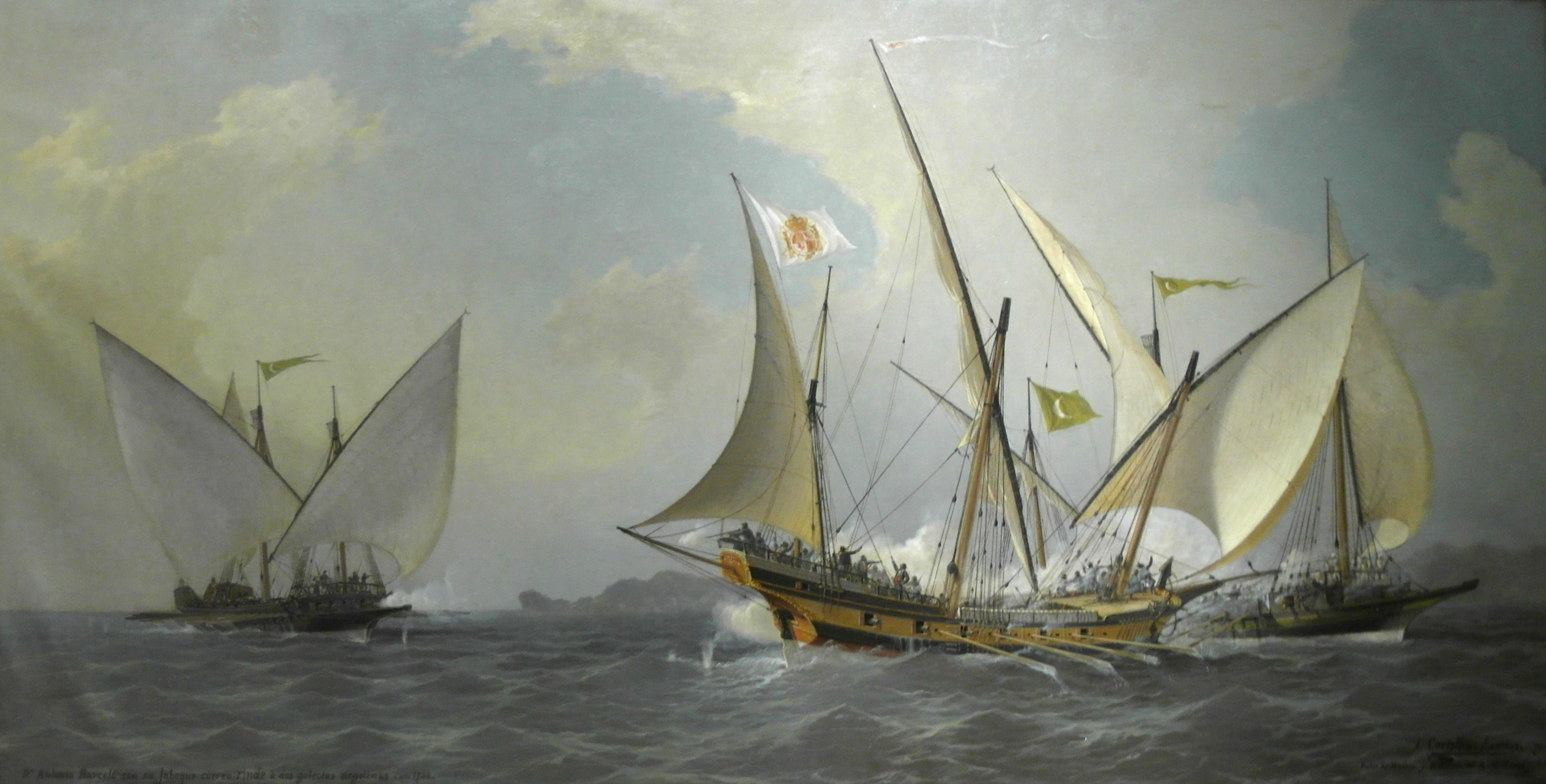
زيبك إسباني يواجه اثنين من غاليوتس مجاهدي البحر الجزائر.

بدأت الحملة لتنظيم نفسها في 16 مارس 1732، في ميناء اليكانتي. وكان الشخص المسؤول عن إعداد الحملة الأمير كامبو فلوريدو، الكابتن العام وحاكم مملكة فالنسيا. تم التغلب على المدينة مع التحدي المتمثل في احتواء هذا العدد الكبير من الجنود والبحارة والنبلاء. وقدرت السلطات أكثر من 30,000 شخص. في ذلك الوقت، تلقت المدينة معظم البضائع عبر الميناء، مع بعض المساعدة من المدن والمدن القريبة، ولكن في النهاية كان العرض إلى المدينة ناجحا.
وفي يونيو، حضر دون خوسيه كاريلو دي ألبورنوز، دوق مونتيمار، الذي اختاره فيليب الخامس كرئيس للبعثة، دير سانتيسيما فاز، للصلاة من أجل الحماية ونجاح خطته. بدأ الميناء يملأ مع الصواري، وكل نوع من الشراع، يمكن تصورها، وبحلول نهاية مايو، أبلغ كامبو فلوريدو الجنرال الإسباني، دون اليخاندرو دي لا موتي، أنه قد حل الحصار على جميع سفن النقل القريبة. وقد تم التخطيط لكل شيء، وصولا إلى آخر التفاصيل، وكانت البعثة مستعدة للإبحار.

### الأسطول
يتكون الأسطول الكبير من 12 سفينة خطية و 50 فرقاطة و 7 قضبان و 26 غاليوتس و 4 بريغس و 97 شيبيكس وعدة قوارب حربية وسفن قنبلة وحوالي 109 سفينة نقل وعدة سفن صغيرة وسفن من فئات مختلفة، كانت سفن الاسطول حوالى 500-600، والقائد الاعلى للاسطول هو ضابط البحرية المخضرم دون فرانسيسكو خافيير كورنيخو. أسطول أثار دهشة كبيرة في جميع أوروبا، وككاتب في ذلك الوقت، قال:
| « | لم يسبق أن كان البحر الأبيض المتوسط مغطى بمجموعة متنوعة من الأعلام. | » |

### الجيش

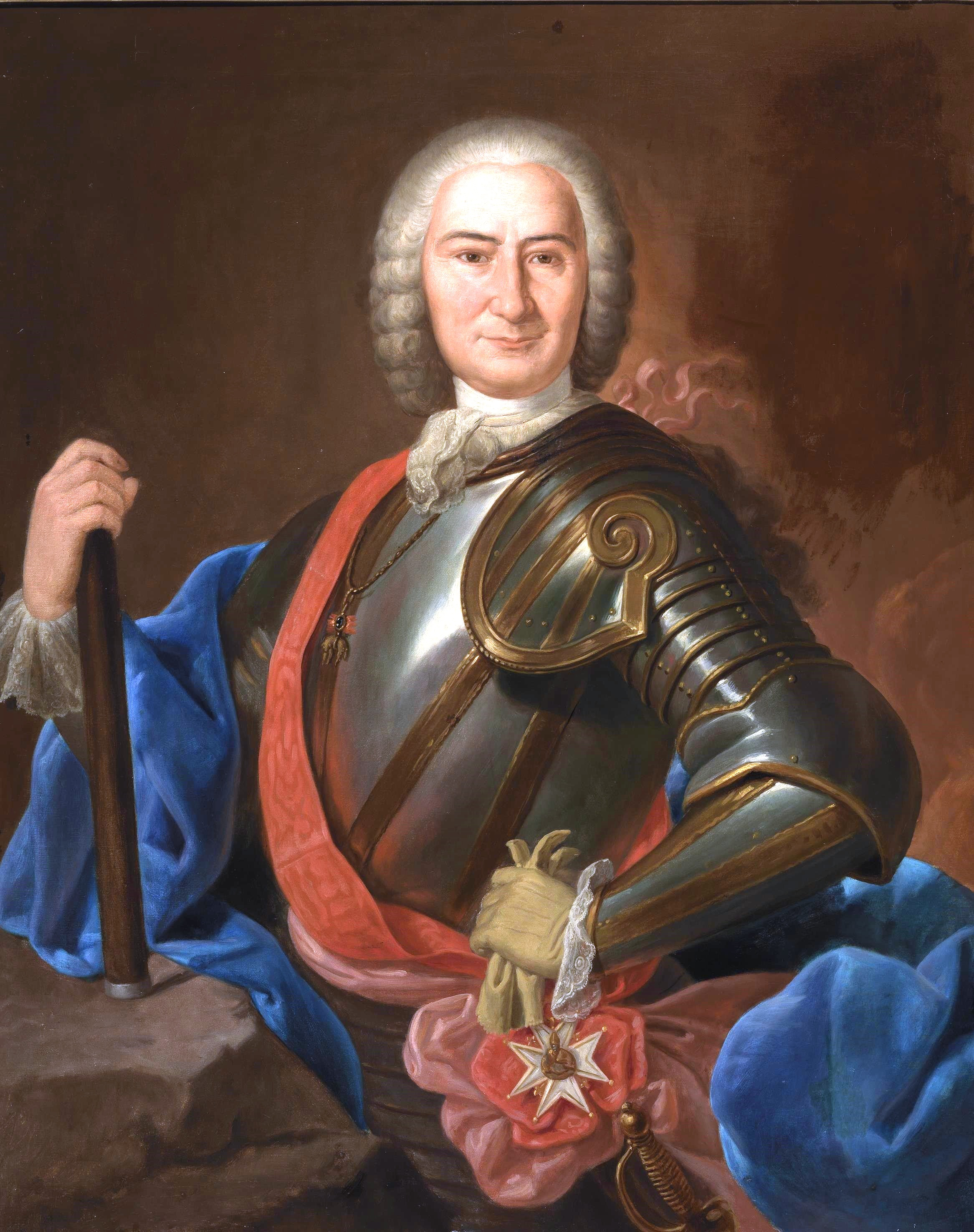
دون خوسيه كاريلو دي ألبورنوز، دوق مونتيمار، زعيم البعثة.

قاد الجيش دوق مونتيمار. وتتألف الوحدة من 23 جنرالا و 19 جنديا و 129 ضابطا.
وكان المشاة يتألف من 32 كتيبة؛ وكتيبة المدفعية (600 رجل و 60 قطعة مدفعية و 20 قذيفة هاون)، وأفواج الحرس الإسباني والوالون (لكل منها 4 كتائب)، وأفواج إسبانيا وسوريا وفيتوريا وكانتابريا وأستورياس (لكل منها كتيبتان) (كل منها مع كتيبة واحدة)، وأفواج أراغون وهينوت وأنتويرب والثالث والثالث من السويسريين (لكل منها كتيبة)، وشركة من البنادق والأدلة، وجميعهم ولدوا في وهران، والإدارية، والموظفين القانونيين والطبيين. في المجموع 23,100 رجل.
وقد تألف الفرسان من قبل أفواج الملكة والأمير (مع كل 417 رجلا) وسانتياغو وغرناطة (مع كل 419 رجل)، و 4 أفواج أخرى من الفرسان الإسبانية (مع كل 3 فرق). في المجموع 3,372 الرجال.

## الحملة
في 15 يونيو 1732، مع جميع القوات على متنها، وجميع الاستعدادات الانتهاء، كان أسطول في مرساة، وفي اليوم التالي بدأ أسطول رحيله في تشكيل الكمال، وتقديم مشهد رائع. قام الجندي والشاعر الاسباني يوجينيو جيراردو لوبو، الذي شارك في الحملة، بتكريس شعره للبعثة الاسبانية:
وبعد بضعة أيام، اضطر الأسطول، بسبب الرياح المعاكسة، للتغطية بالقرب من كيب بالوس، ولكن في 24 يونيو، بعد التغلب على الصعوبات، واصلت رحلتها نحو وهران. وفي 27 حزيران / يونيه، قام الأسطول الذي وصل إلى سواحل وهران، ودوق مونتيمار، بأمر القوات بالتنزل على شاطئ أغواداس بالقرب من مرس الكبير، إلا أن ذلك لم يكن ممكنا حتى اليوم التالي. وفي الفجر بدأت القوات تنزل بالكاد أي مقاومة. وقد بدأت القوات الجزائرية العثمانية، التي ظلت حتى ذلك الوقت في مواقع دفاعية، في مهاجمة القوات الإسبانية؛ ومع ذلك، فإن قوة النيران للسفن الإسبانية، ولا سيما سفينة خط كاستيلا، تحت قيادة دون خوان خوسيه نافارو، قدمت مساهمة كبيرة في تغطية قوات الهبوط باستخدام مدافعه البحرية، وتدمير وإجبار القوات الإسلامية للهروب. وقبل منتصف النهار، هبطت جميع المشاة، وجاءت الفرسان بعد فترة وجيزة.

## احتلال وهران والمرسى الكبير

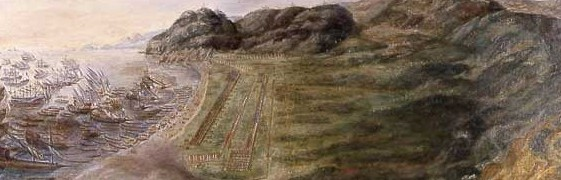
الهبوط الإسباني

بعد منتصف النهار، بدأ الغرناديرون مع الفرسان بالتدريج على تلة صغيرة، حيث أن النافورة الوحيدة التي يمكن رؤيتها وحولها، ومن حيث تشكلت القوات الإسبانية وتحكمت فيها، والتي أرادت مورس أن تأخذها . أمر دوق مونتيمار حصن صغير ليتم بناؤها لضمان التواصل مع الأسطول. وأنشئت شركة من المحاربين لحماية العمال في الحصن، لكنهم كانوا يتعرضون لهجوم مستمر من قبل عدد كبير من القوات الجزائرية العثمانية، وأخيرا، بسبب نقص الذخيرة، بدأوا في التراجع. أعطى هذا التراجع القلب مورس وأنها متقدمة كوتيوسلي. وأرسل مونتيمار، الذي لاحظ هذا، 16 شركة من المشاة تحت قيادة دون اليخاندرو دي لا موت، و 4 أسراب من الفرسان الإسبانية لمهاجمة الخطوط الأمامية للقوات الإسلامية. وكان الهجوم الذي شنه سلاح الفرسان والمشاة حيوية جدا، وأنهم تسببوا في العديد من الإصابات في العدو، وأجبروا القوات المغربية على التراجع إلى جبل آخر بعيد وسط الارتباك الكبير. وبلغ عدد الجنود الانكشاريين والمورى والتركى حوالى 20 الف إلى 22 الف رجل.
استمر دي لا موت وجيشه في التقدم حتى وصلوا إلى المرس الكبير، حيث اكتشفوا مجالا تجمع فيه الانكشاريون، وتدميره على وجه السرعة، مما أدى إلى فرار 300 من جانيساري، وكلهم ملك لمرسى الكبير حامية. وقد استسلمت قوات قلعة المرسى الكبري، رهبة من قوة النيران المكثفة للقوات المسلحة، بشرط السماح لهم بالتراجع إلى الجزائر العاصمة. بعد ذلك مباشرة، حاصر جيش دي لا موت مرس الكبير. وكان مونتيمار يرى كيف نجح هذا، ثم أرسل جيشه إلى الجبال القريبة حيث تقع غالبية العدو، ولكن هذه، مرعبة ومعنوية، تراجعت تلك الليلة جدا إلى وهران، التي تم التخلي عنها أيضا جنبا إلى جنب مع كل الحصون والقلاع تستخدم للدفاع. نوعية والانضباط من الجيش الاسباني، دون شك بالرعب القوات بي حسن. وفي اليوم التالي، 1 يوليو / تموز، اكتشفت مونتيمار، من خلال رسالة من القنصل الفرنسي في وهران، عن هذا الخبر وأرسلت على الفور مفرزة لتأكيد ذلك. كان الخبر صحيحا في الواقع، والقنصل الفرنسي نفسه، خرج لاستقبال القوات الاسبانية، التي دخلت المدينة من دون أي مشكلة، كما تم تكريسها تقريبا، كما كان قصر باي. واستولى الإسبان على 80 قطعة برونزية من المدفعية و 50 قطعة حديد و 12 أجراس، وعدد لا يحصى من القطع الأثرية للحرب، والإمدادات، وهو ما يكفي لتوفير المدينة لمدة ثلاثة أشهر على الأقل. وأخيرا، في اليوم التالي، 2 تموز / يوليه، استولت مدينة مرس الكبير على قوات دي لا موتي.

## الآثار

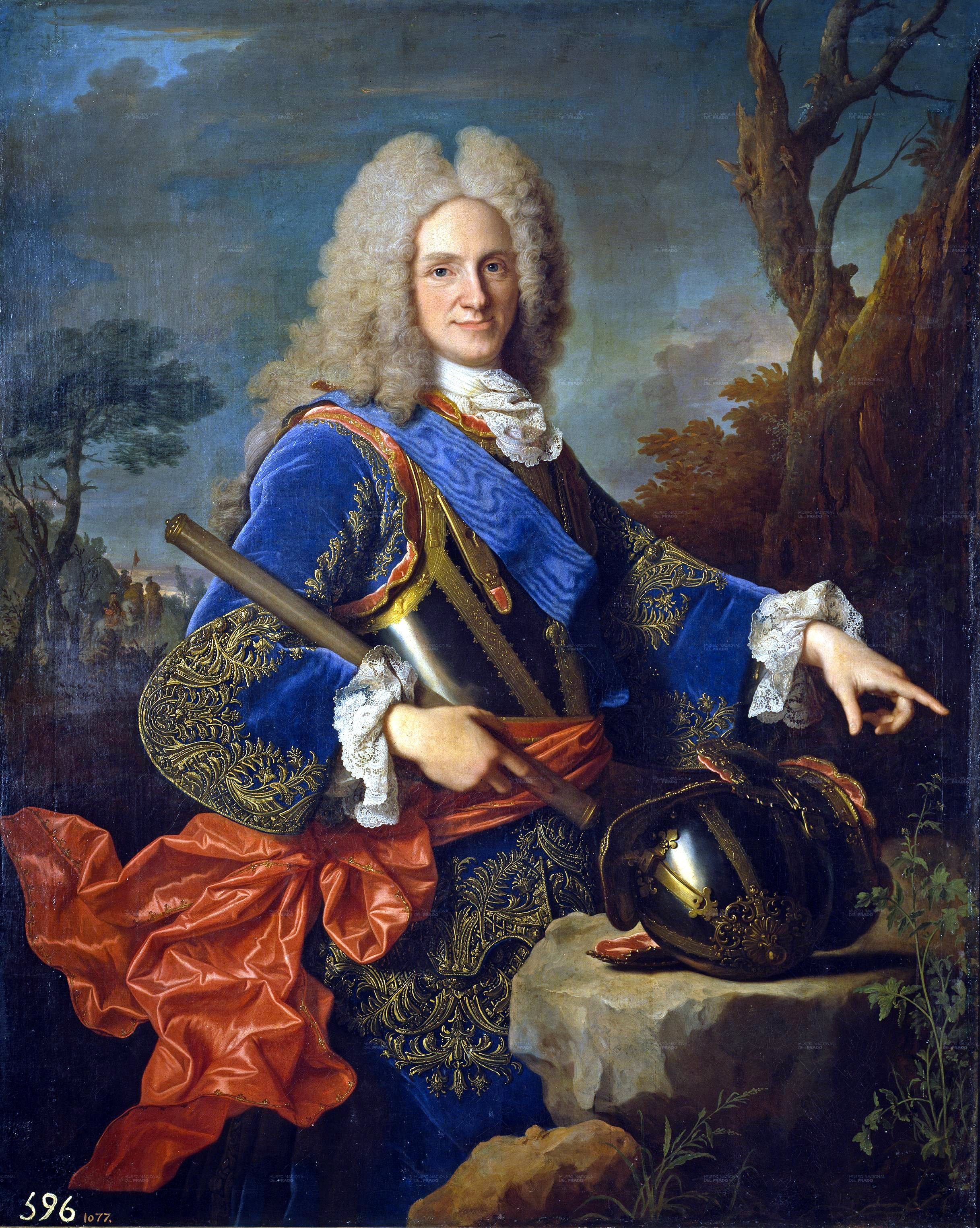
الملك فيليب الخامس من اسبانيا بقلم جان رانك.

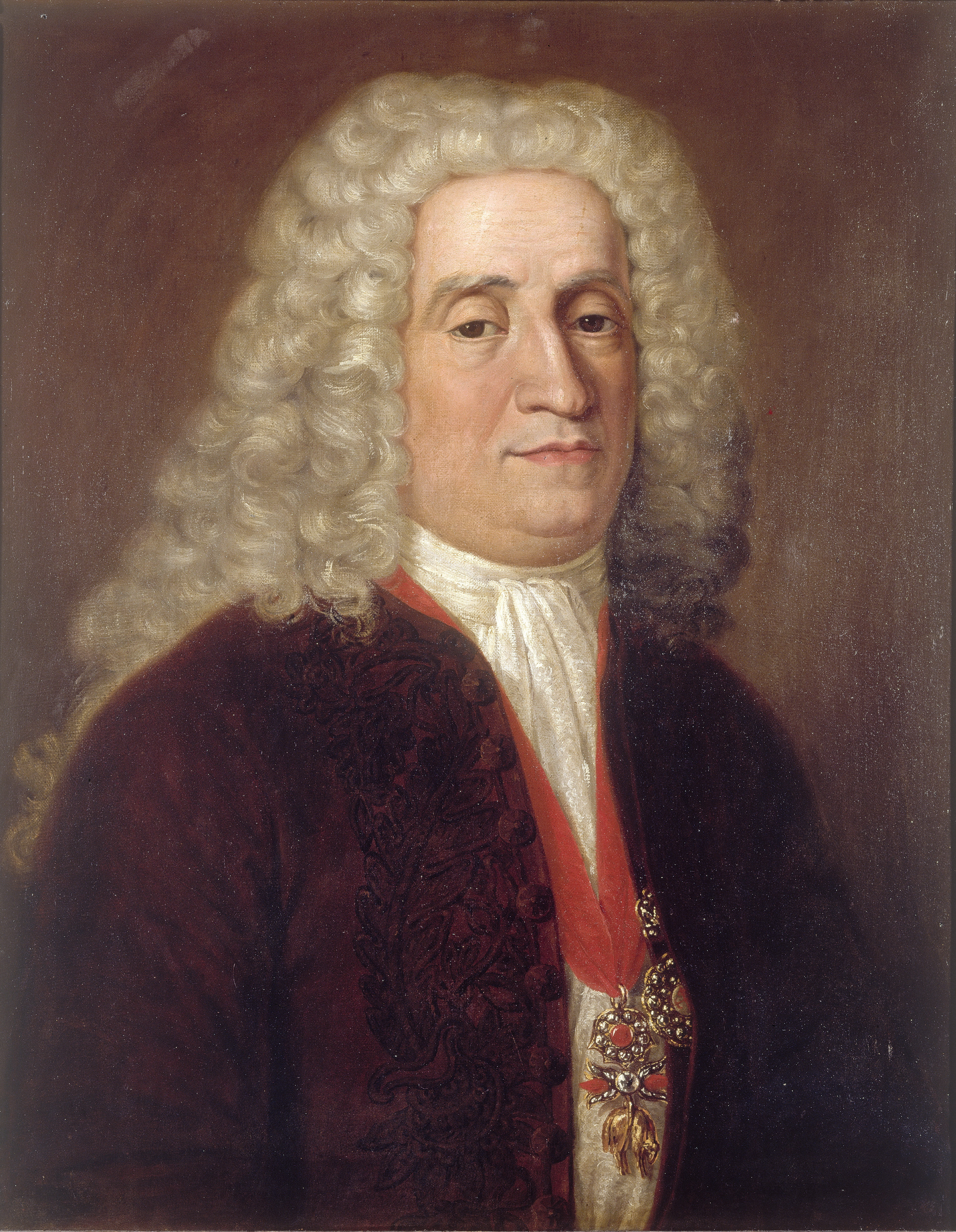
دون خوسيه باتينو من جان رانك.

في 5 يوليو غنى تي ديوم الرسمي في وهران للاحتفال بالانتصار. وصلت الأخبار قريبا إسبانيا وانتشرت إلى بقية أوروبا، حيث احتفل النصر الشهير مع المهرجانات والاحتفالات الدينية. وكان البابا كليمنت الثاني عشر راضيا إلى حد كبير لسماع استعادة المدن، الشكر والكامل من الثناء لفيليب الخامس من اسبانيا. بعد شهر من انتعاش وهران، في 1 أغسطس، بعد أن ضمنت المدينة، عاد مونتيمار إلى إسبانيا مع غالبية قواته، وترك وراءه حامية من 6000 رجل.
تلقى مونتيمار مع توقعات كبيرة في إشبيلية في 15 أغسطس، وقدم فيليب الخامس له سلسلة من ترتيب الصوف الذهبي، مكافأة للخدمة لبلاده. كما تم مكافأة دون خوسيه باتينو بنفس الشرف، كما كان يخطط الحملة.
لم يستسلم باي حسان لفقدان مدينته الحبيبة. وإذ يعرب عن أسفه للجبن الذي أظهره من خلال التخلي عن المدينة، حاول عدة مرات استعادتها، من خلال مهاجمته خلال الأشهر التالية. وفي نهاية أغسطس أغلق في وهران مع أكثر من 10,000 جندي، ولكن هزموا من قبل الاسبانية، مما تسبب في وقوعهم أكثر من 2000 من الضحايا. وهكذا بقيت المدينة تحت السيطرة الاسبانية حتى عام 1792.